# Massacre de la Place Bulnes
Le massacre de la Place Bulnes a eu lieu à Santiago, au Chili, le 28 janvier 1946, sous le gouvernement de Juan Antonio Ríos (il avait délégué le pouvoir mais était encore vivant), tandis que le commandement de la nation était assuré par le vice-président Alfredo Duhalde.

## Le massacre

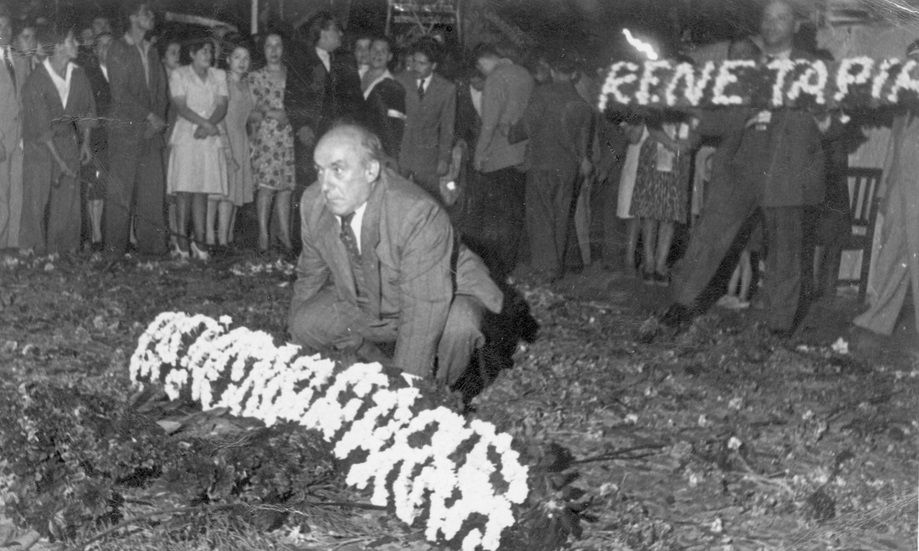
Elías Lafertte dépose une offrande pour les victimes des incidents sur la place Bulnes.

Le président de la République d'alors, Juan Antonio Ríos, démissionna le 17 janvier 1946 en faveur de son ministre de l'Intérieur Alfredo Duhalde alors qu'il faisait face à un cancer de stade avancé qui le conduira quelques mois plus tard à la mort. Tandis qu'au palais de La Moneda avaient lieu des difficultés de commandement, les travailleurs des Bureaux de Salitre Mapocho et Humberstone, sont au chômage parce que la compagnie avait augmenté les prix en les pulperías, boutiques qui leur sont réservées.
Le nouveau vice-président a soutenu la compagnie et fait passer au second plan les revendications des ouvriers. Le gouvernant intérimaire a rencontré Mariano Bustos, ministre du Travail en exercice, pour annuler la personnalité juridique des syndicats de ces ouvriers, effectif le 22 janvier. Voyant que les plans des sénateurs communistes Elías Lafferte et Pablo Neruda avaient échoué, la CTCH a convoqué pour le 28 janvier un meeting de solidarité pour aider les ouvriers.
Le 28 janvier ils se sont réunis place Bulnes après une marche qui a réuni divers syndicats depuis la Place Artesanos, où se sont retrouvés des milliers d'ouvriers, parmi lesquels des travailleurs d'entreprises. Pourtant, à Santiago, des Carabiniers, commandés par Rebolledo, ont été déployés sur la place. Des tirs ont été effectués, tuant six personnes et blessant plusieurs autres personnes.
À la suite de cet évènement, le Parti communiste du Chili s'est éloigné du gouvernement (il avait été favorable à Ríos) et le ministre des Travaux publics Eduardo Frei Montalva démissionna. D'autres ministres démissionnèrent également, ouvrant une crise dans le cabinet qui passa finalement sous le contrôle d'Alfredo Duhalde.

## Liste des victimes du massacre de la Place Bulnes
Les six victimes sont :
- Chávez Villalobos, Filomeno ;
- Gutiérrez Álvarez, Alejandro ;
- Lisboa Caldera, Roberto Adolfo ;
- López López, Manuel ;
- Parra Alarcón, Ramona, jeune ouvrière communiste devenue le symbole des victimes de ce massacre ;
- Tapia, César René.